# 英國南極洲地名委員會
英國南極洲地名委員會（英語：UK Antarctic Place-Names Committee，簡稱：UK-APC）是英國的政府委員會，是外交、英聯邦及發展事務部的一部分，負責引進英屬南極領地（BAT）與南喬治亞和南桑威奇群島（SGSSI）內的地理位置名稱。這些名稱分別由BAT和SGSSI專員正式批准，並在委員會維護的BAT與SGSSI地名錄中公佈。英屬南極領地也公布在南極研究科學委員會維護的國際南極洲綜合地名錄中。
委員會可以審議關於南極洲地區特徵與地理特徵的新地名提案。這些地名已被提交給其他南極洲地方命名當局，或者如果位於無部門認領的南極洲地區，則由委員會自行決定
。

## 另見
- 南極洲綜合地名錄（英语：Composite Gazetteer of Antarctica）

## 外部連結
- 英國南極洲地名委員會官方網站 （页面存档备份，存于）
- 南極研究科學委員會的南極洲綜合地名錄 （页面存档备份，存于）